# Jogo por buracos
Jogo por buracos (ou match play) é um sistema de pontuação alternativo usado no golfe no qual um jogador, ou equipe, ganha um ponto para cada buraco em que superou seus oponentes (cada buraco é jogado como uma competição individual); em oposição ao jogo por tacadas, em que o número total de tacadas é contado em uma ou mais rodadas de 18 buracos. No match play, o vencedor é o jogador, ou equipe, com mais pontos no final do jogo.
Embora a maioria dos torneios profissionais sejam disputados no formato de jogo por tacadas, existem, ou existiram, algumas exceções, por exemplo, o WGC Match Play (torneio que integra os Campeonatos Mundiais de Golfe) e o Volvo World Match Play Championship, e a maioria dos eventos de equipe, por exemplo, a Ryder Cup e a Presidents Cup, todos jogados no formato match play.

## Sistema de pontuação
Ao contrário do jogo por tacadas, em que a unidade de pontuação é o número total de tacadas dadas em uma ou mais rodadas de golfe, a pontuação do jogo por buracos consiste da pontuação de buracos individuais ganhos, empatados ou perdidos. Em cada buraco, o máximo que se ganha é um ponto. Os jogadores de golfe jogam normalmente, contando as tacadas dadas em um determinado buraco. O jogador com a menor pontuação em um determinado buraco recebe um ponto. Se os jogadores empatarem, o buraco fica empatado (e a pontuação é meio ponto para cada). Por exemplo, em uma partida tradicional de 18 buracos, o primeiro buraco é um par 4 e o Jogador A faz o buraco em uma tacada a menos (birdie) e o Jogador B faz o buraco em quatro tacadas (par); O jogador A tem uma pontuação de "1-up" com 17 buracos faltando para jogar. Na mesma partida no segundo buraco, um par 5, o Jogador A completa o buraco com 8 tacadas (faz um "triple bogey") e o Jogador B executa 5 ("faz o par"); O jogador B vence o buraco e a partida agora está empatada (ou "all square") com 16 buracos para jogar.  Assim que um jogador estiver "acima" (completar o buraco com mais tacadas que o par) de mais buracos do que o número de buracos restantes para jogar, a partida termina. Por exemplo, se depois de 12 buracos o Jogador A estiver "7-up" com seis restantes para jogar, diz-se que o Jogador A venceu a partida "7&6".
Uma equipe que lidera por x buracos com x buracos restantes é chamada de "dormie- x" ou simplesmente "dormie", o que significa que eles precisam empatar mais um buraco para vencer a partida (ou que o outro time deve vencer todos os buracos restantes para empatar a partida). Por exemplo, se o Jogador A está "2-up" com 2 buracos faltado para jogar, ele é um "dormie"; o pior resultado para o jogador A nesse ponto é um empate, a menos que o formato exija buracos extras para determinar o vencedor.
Em um torneio em que o placar está empatado após o último buraco (geralmente 18 buracos ou 36 buracos), os jogadores continuarão jogando até que um jogador ganhe um buraco (semelhante a morte súbita do futebol). Na Ryder Cup e em outros eventos de equipe semelhantes, a partida não termina dessa forma e cada equipe recebe meio ponto. Nesses eventos há pontos acumulados ao longo de vários dias, jogando em diferentes formatos, e o total determina a equipe vencedora.

## Pontuação usando handicaps
Pontuar usando o formato match play usando handicaps (número de tacadas fixos que serve pra balancear jogadores de diferentes níveis) não é feito exatamente da mesma forma que é feito em um evento de stroke play (jogo por tacadas). No jogo por tacadas tradicional de 18 buracos, onde o jogador A tem handicap 10 e o jogador B tem handicap 19, uma tacada é deduzida da pontuação do jogador A nos dez buracos mais difíceis (pela classificação de handicap no cartão de pontuação). Para o Jogador B, duas tacadas são deduzidas no buraco mais difícil e uma tacada deduzida nos outros 17 buracos. No jogo por buracos, o Jogador A jogaria como "scratch" (handicap zero) e o Jogador B deduziria uma tacada nos nove buracos mais difíceis. Em outras palavras, o handicap 10 torna-se zero e o handicap 19 torna-se nove.
Na competição de jogo por equipas, todos os handicaps dos jogadores são comparados com o mais baixo dos handicaps. Considere um exemplo onde o Time A consiste no Jogador A1 (um handicap 10) e o Jogador A2 (um handicap 15), e onde o Time B consiste no Jogador B1 (um handicap 19) e o Jogador B2 (um handicap 30). Neste exemplo, o Jogador A1 joga como "scratch" (handicap zero), A2 deduz uma tacada nos cinco buracos mais difíceis, B1 deduz uma tacada nos nove buracos mais difíceis e B2 deduz duas tacadas nos dois buracos mais difíceis e uma tacada no os outros 16 buracos.